# アカイア同盟

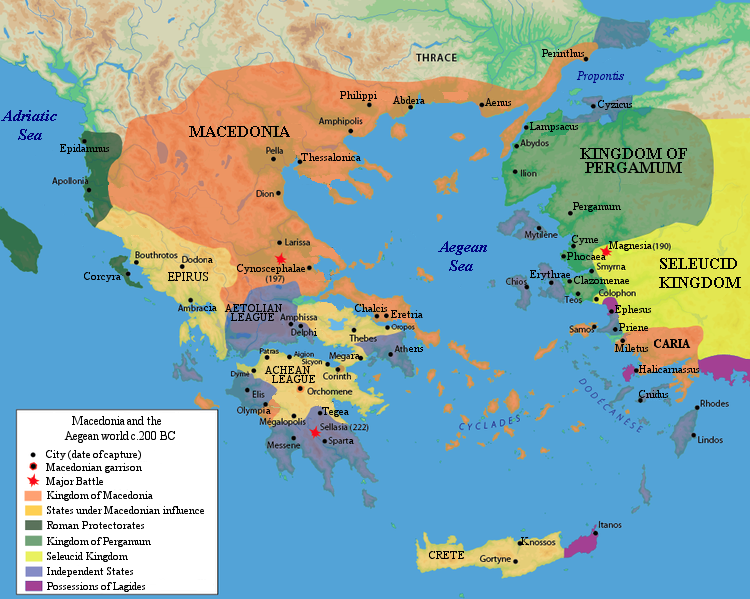
紀元前2世紀のギリシア

アカイア同盟（アカイアどうめい、古代ギリシア語: Κοινὸν τῶν Ἀχαιῶν、現代ギリシア語: Αχαϊκή Συμπολιτεία）は、古代ギリシア時代後期においてペロポネソス半島北部沿岸部のアカイア人都市同士でなされた同盟である。

## 概説
同盟としては紀元前5世紀から紀元前4世紀には既に存在していたが、紀元前3世紀初頭に内容が改革され、すぐに加盟都市がアカイア地方の北部沿岸部から中心部にまで広がった。とくにシキュオンのアラトスのもとでアカイア同盟はペロポネソス半島での影響力を高め、アンティゴノス朝マケドニアの影響力も削ぐようになったが、同時にスパルタの王クレオメネス3世との間に確執が生じるようになった。
クレオメネスとの武力衝突でアラトスはマケドニアの王アンティゴノス3世に援軍を要請し、クレオメネス戦争でクレオメネスに勝利し、彼をエジプトへの亡命にまで追い込んだ。しかしそれによりアカイア同盟の影響力は弱まり再びマケドニアの影響力を増す結果となった。
アラトスの死後、アカイア同盟は新興勢力であった共和政ローマに接近、マケドニアと対峙していく形で強化され、ローマの東方での影響力の確立に大いに役立った。そして紀元前197年にローマは第二次マケドニア戦争でマケドニアに対して勝利をする。また同盟将軍（ストラテゴス）であったメガロポリスのフィロポイメンの指揮のもとでスパルタと幾度も戦った。紀元前207年にはマンティネイアの戦いでマカニダス率いるスパルタ軍を破り、紀元前195年にナビス戦争に勝利し、紀元前192年の最後のスパルタ王ナビスの死に際しては同盟は混乱したスパルタにフィロポイメン率いる大軍を送って同盟に加入させ、ペロポネソス半島全域を支配下に収めた。
しかしながらアカイア同盟の支配は長くは続かなかった。第三次マケドニア戦争で同盟はローマを見限り、マケドニア王ペルセウスに接近、この行為にローマは懲罰を加え、同盟の指導者層から人質としてローマに連行、その中にはスキピオ家に預けられ、後にローマの歴史を書くポリュビオスもいた。
紀元前146年にアカイア同盟は新興勢力ローマに対抗すべく、ローマから派遣されたルキウス・ムンミウスとコリントスの戦いで戦ったものの同盟軍は敗北、報復目的での虐殺や掠奪などによってコリントスは廃墟と化し同盟は消滅した。
この功績によりムンミウスは「アカイクス」の称号が与えられた。

## 歴代ストラテゴス
- マルゴス 紀元前256年 - 紀元前255年
- アラトス 紀元前245年 - 紀元前244年
- ディオイダス 紀元前244年 - 紀元前243年
- アラトス 紀元前243年 - 紀元前242年
- アイギアレアス 紀元前242年 - 紀元前241年
- アラトス 紀元前241年 - 紀元前234年
- リュディアダス 紀元前234年 - 紀元前233年
- アラトス 紀元前233年 - 紀元前232年
- リュディアダス 紀元前232年 - 紀元前231年
- アラトス 紀元前231年 - 紀元前230年
- リュディアダス 紀元前230年 - 紀元前229年
- アルゴスのアリストマコス 紀元前229年 - 紀元前227年
- アラトス 紀元前229年 - 紀元前226年
- ヒュペラタス 紀元前226年 - 紀元前225年
- ティモクセノス 紀元前226年 - 紀元前225年
- アラトス 紀元前225年 - 紀元前218年
- エピラトス 紀元前219年 - 紀元前217年
- アラトス 紀元前219年 - 紀元前213年
- キュクリアダス 紀元前210年 - 紀元前209年
- フィロポイメン 紀元前209年 - 紀元前208年
- キュクリアダス 紀元前200年 - 紀元前199年
- アリスタイノス 紀元前199年 - 紀元前198年
- ニコストラトス 紀元前199年 - 紀元前197年
- アリスタイノス 紀元前195年 - 紀元前194年
- フィロポイメン 紀元前193年 - 紀元前192年
- ディオファネス 紀元前192年 - 紀元前191年
- フィロポイメン 紀元前191年 - 紀元前186年
- アリスタイノス 紀元前186年 - 紀元前185年
- リュコルタス 紀元前185年 - 紀元前184年
- アルコン 紀元前184年 - 紀元前183年
- フィロポイメン 紀元前183年 - 紀元前182年
- リュコルタス 紀元前182年 - 紀元前181年
- カリクラテス 紀元前180年 - 紀元前179年
- クセナルコス 紀元前175年 - 紀元前174年
- アルコン 紀元前172年 - 紀元前169年
- メナルキダス 紀元前151年 - 紀元前150年
- ディアイオス 紀元前150年 - 紀元前149年
- ダモクリトス 紀元前149年 - 紀元前148年
- ディアイオス 紀元前149年 - 紀元前146年
- クリトラオス 紀元前149年 - 紀元前146年

## 加盟国
- アイギラ
- アイギオン
- アレア
- アリペイラ
- アンティゴネイア
- アルゴス
- アセア
- アシネ
- カリスタ
- カヒュライ
- ケリュネイア
- クレイトル
- クレオネ
- コリントス
- クロニ
- ディパイア
- デュネ
- エーリス
- エリスファシイ
- エピダウロス
- ゴルテュス
- ヘライア
- ヘルミオネ
- ヒュパナ
- ラケダモン
- ルシ
- マンティネア
- メガロポリス
- メガラ
- メッセネ
- メテュドリオン
- パガイ
- パランティオン
- パタライ
- ペレネ
- ペネオス
- ピガリア
- シキュオン
- スパルタ
- ステュムパロス
- テゲア
- テネア
- テウティス
- テイソア
- テルプサ